# Miguel González Pérez
Miguel González Pérez, noto semplicemente come Miguel (Santa Cruz de La Palma, 27 aprile 1927 – Madrid, 6 luglio 2021), è stato un calciatore spagnolo, di ruolo attaccante.

## Carriera
Con l'Atletico Madrid vinse per 2 volte la Liga (1949/50 e 1950/51) e 1 volta la Copa del Generalisimo (1960).